# 吉葉山潤之輔
吉葉山 潤之輔（よしばやま じゅんのすけ、1920年4月3日 - 1977年11月26日）は、北海道厚田郡厚田村（現：石狩市）出身で高島部屋に所属した大相撲力士。第43代横綱。本名は池田 潤之輔（いけだ じゅんのすけ）。

## 来歴

### 人違いからの入門
1920年4月3日に、北海道厚田郡厚田村（現：石狩市）で裕福だった網元の家に三男として生まれる。幼少期から身体が大きく、網元を営んでいたことから家族全員が怪力だったが、潤之輔少年は特に体格も大きく、力も強かった。やがて不漁が3年続いた末に家業が倒産してしまったことで、高等小学校卒業後は北海道製糖へ就職したが、学歴が無いことで技術を習得しようと一念発起し、単身で上京した。夜行列車で上野駅へ到着すると二人の若い力士が迎えに来ており、なぜか高島部屋へ連れて行かれた。部屋に到着してから人違いだったことが判明したことで力士から謝罪を受けたが、高島の妻から熱心に説得され、そのまま入門した。四股名は就職予定だった北海道製糖に因み、「北糖山」とした。
人違いから入門した異色の経緯でありながら、順調に出世していく。しかし、1938年に盲腸炎（虫垂炎の説もある）を患ったことで生命の危機に晒されたが、当時の名医・吉葉庄作による大手術で全快したことで、恩に報いるべく四股名を「吉葉山」に改名した。

### 阻まれる横綱昇進
幕下優勝を果たして十両昇進が目前だった1942年に召集され、戦地で少なくとも銃弾2発を浴び、その内1発は貫通し、もう1発は体内に残留した。左大腿部に受けた貫通銃創は、その後に帰参してから下半身の脆さによる取りこぼし癖をもたらした。日本国内には吉葉山の戦死を伝える情報まで流れ、高島部屋の力士名簿からも除籍されていたが、1946年になってようやく復員した。しかし、4年間の長きに渡って戦場に出向き、さらに銃弾を受けて死亡説まで流れたことも関係し、すっかり痩せて部屋に帰ってきたときは玄関番に幽霊と間違われたほどだった。復員後は60kg台まで激減した体重を元に戻すべく、胃袋との渾名が付くほどに食事を摂り、失われた4年間を取り戻すべく必死に稽古に励んだ。1947年6月場所では、東十両4枚目の位置で復帰し、同年11月場所で入幕した。
関脇で迎えた1950年9月場所は13勝2敗の好成績を挙げたが、優勝決定戦では本割でも敗れた照國に再び敗れた。新関脇での13勝は15日制となって以降は、五ツ嶋奈良男に次いで2人目で現在まで最多である（琴欧洲勝紀、照ノ富士春雄も達成）。翌場所も13勝2敗だったが、照國が全勝優勝を果たしたために優勝賜杯を抱くことは無かった。しかし、関脇で2場所連続13勝が大いに評価されたことで、場所後に鏡里喜代治と共に大関へ昇進した。
皆勤すれば必ず2桁勝てる実力があることから早期の横綱昇進が期待されたが、優勝が無いことが災いして届かなかった。1953年5月場所は14勝1敗だったが、前頭6枚目の時津山仁一が全勝優勝を果たした。このように、吉葉山の土俵人生には尋常ではない不運と悲劇が纏わり付いていた。

### 雪の全勝行進

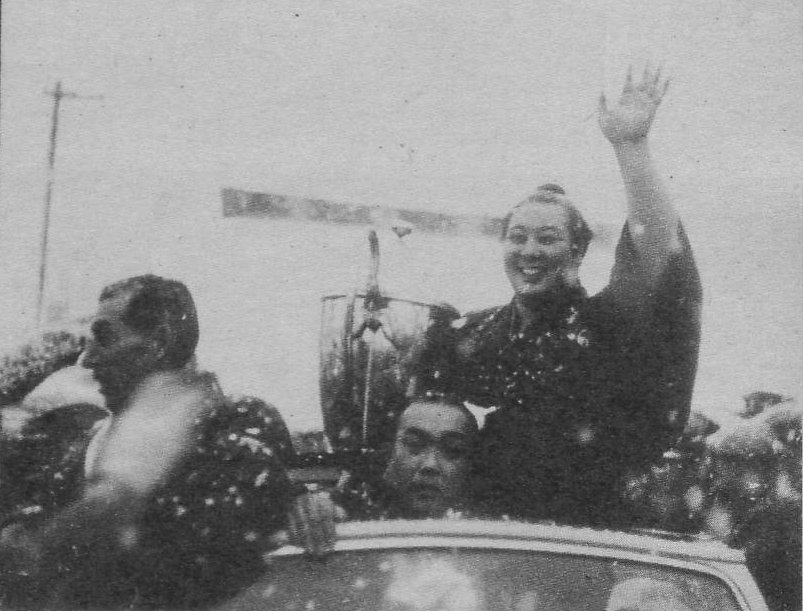
「雪の全勝行進」パレードで手を振る吉葉山（1954年1月）

1954年1月場所は、いままで好成績を挙げていながら優勝できなかった鬱憤を存分に晴らすかのように、15戦全勝でついに悲願だった初の幕内最高優勝を果たした。大雪が降る中で行われた優勝パレードは「雪の全勝行進」と呼ばれ、全国から集まった相撲ファンが大喜びで吉葉山を見送っていた。その吉葉山ファン達の興奮ぶりは、昭和時代後期の貴ノ花利彰・千代の富士貢の幕内初優勝や、平成時代初期の「若貴フィーバー」に匹敵するものだったという。
吉葉山の土俵人生を襲った“6つの悲運”を乗り越え、場所後に横綱昇進が決定された。なお横綱土俵入りは、当時から継承者の少なかった不知火型を選択し、指導は高島部屋と同じ立浪一門の立浪が行った。

### 「悲劇の横綱」現役引退
新横綱だった1954年3月場所は、急性腎臓炎・糖尿病により初日から全休となる。その後も左右両足の捻挫、銃弾貫通による後遺症と足首に残ったままの銃弾の影響で思うように白星を稼げず、横綱時代では一度も賜杯を抱くことが出来ず、「悲劇の横綱」とも言われた。横綱在位3場所目で2回以上の休場は昭和以降3人目という不名誉記録も作っている。それでも、市川右太衛門に勝るとも劣らない美男力士として人気が高く、従軍・戦傷の経験から元軍人や傷痍軍人からも人気があった。さらに、筋骨隆々たる巨体が見せる不知火型の土俵入りは非常に美しく、左四つが得意だったが力任せの取り口が目立ち、蹴手繰りの奇手を見せることも多かった。また、横綱昇進後の栃錦とは6度顔があったが、全て勝利し完封している（通算対戦成績でも14勝9敗で勝ち越し）。
若い頃から出世を争い、横綱昇進も非常に近かった鏡里喜代治との対戦は、美しさなら往年の梅ヶ谷藤太郎 (2代)・常陸山谷右エ門の対戦と対比され、特に人気を呼んだ。1958年1月場所、絶不調の吉葉山は中日を終えて3勝5敗となり、そのまま現役引退を表明した。なお、同年1月場所で5勝3敗だった鏡里は「10番勝てなかったら辞める」と発言、千秋楽を終えて9勝6敗だったため、偶然にも2人の引退場所が重なった。

### 晩年～死去
現役時代から一代年寄制度を利用して、総檜造の「吉葉山相撲道場」を設立した。引退後には宮城野の名跡を譲られ、部屋を宮城野部屋と改称した。後進の指導には非常に熱心で、部屋の師匠として明武谷力伸・陸奥嵐幸雄・廣川泰三を初めとする多くの関取を育てた。部屋の発展に関わるため、関取候補には何としても上位に定着するように叱咤して育てたといい、部屋付き親方がいなかったため一時たりとも弟子から目を離せなかったとも伝わる。後に白鵬翔を育てることになる竹葉山真邦も吉葉山生存時の入門である。
日本相撲協会では理事として審判部長などを歴任した。若い頃から扁桃腺に持病があることから並居る力士でも吉葉山はとりわけ濁声で知られていたが、審判部長の職責を授かるにあたり、手術に踏み切って治癒させた。
四季の花範雄が佐渡ヶ嶽部屋所属の長谷川勝敏と対戦が組まれたと知った時には「十両昇進がかかる大事な場所（当時は両者とも幕下上位）で親戚同士（四季の花は長谷川の母の弟）を対戦させ、疑いがかかっては困る」と割り返しを求め、これが認められて両者の対戦が回避されている。
1977年11月26日、腎不全のため東京都内の病院にて57歳で死去した。日本相撲協会は同年12月23日に吉葉山の協会葬を執り行い、戦後の大相撲復興の象徴だった吉葉山の功績を称えた。なお、吉葉山が道場時代から使っていた宮城野部屋の建物は相撲料理店「吉葉」となり、稽古土俵が現在も残っている。さらに、吉葉山に関しては神風正一も素質を認めており、新入幕の時には「もし兵隊に取られてなかったら今頃は大関だろう」と言ったとも伝わる。墓所は東京都杉並区永福の築地本願寺和田堀廟所。

### 孫弟子・白鵬
吉葉山が亡くなってから約30年経った2007年5月場所後、白鵬が大関で2場所連続優勝を果たしたことで第69代横綱に昇進、横綱土俵入りの型は吉葉山が行った不知火型を継承した。白鵬は竹葉山の弟子であり、吉葉山の孫弟子に当たる。同年6月1日、白鵬が明治神宮で行った奉納土俵入りでは、吉葉山が現役当時に着けていた三つ揃えの化粧廻しを使用していた。

## 人物
- 酒好きな人物で、戦場から戻った経緯から「どうせ拾った命だから」と自分の体のことは気にせずに飲みたいだけ酒を飲んでいた[7]。
- 戦時中に昇汞水を飲んで死にかけたことがある[7]。
- 相撲評論家の三宅充によると、猛稽古するタイプではなかったとのこと[7]。
- 横綱としてはあまり活躍できなかったが、後援者の中には三笠宮崇仁親王が含まれ、後援会長は福田赳夫が務めた。太い後援会のおかげで、当時で4000万円する「吉葉御殿」と言われた宮城野部屋の建設費を用意することができた(2016年時点の20億円に相当)[8]。
- 豪快な人物で、親方時代は部屋で焼肉パーティやおでんパーティなどを開くと昼間から夜の12時、1時まで続けることもよくあった。彼の親方時代の部屋は稽古が午前3時半からであったため、こうなると部屋の衆は寝る暇もなかったという[8]。

## 主な成績

### 通算成績
- 通算成績：357勝171敗1預79休 勝率.676
- 幕内成績：304勝151敗1預79休 勝率.668
- 横綱成績：109勝67敗73休 勝率.619
- 大関成績：109勝34敗1預6休 勝率.762
- 現役在位：47場所
- 幕内在位：37場所
- 横綱在位：17場所
- 大関在位：10場所
- 三役在位：2場所（関脇2場所、小結なし）

### 各段優勝
- 幕内最高優勝：1回（全勝）（1954年1月場所）

同点1回、次点5回
- 幕下優勝：1回（1942年5月場所）

### 三賞・金星
- 三賞：3回
  - 殊勲賞：3回（1950年1月場所、1950年3月場所、1950年5月場所）
- 金星：2個（照國2個）

### 場所別成績
| | 一月場所 初場所（東京） | 三月場所 春場所（大阪） | 五月場所 夏場所（東京） | 七月場所 名古屋場所（愛知） | 九月場所 秋場所（東京） | 十一月場所 九州場所（福岡） |
| --- | ----------------------- | ----------------------- | ----------------------- | --------------------------- | ----------------------- | --------------------------- |
| 1938年 （昭和13年） | x                       | x                       | （前相撲）              | x                           | x                       | x                           |
| 1939年 （昭和14年） | 東序ノ口12枚目 2–5      | x                       | 西序二段68枚目 6–2      | x                           | x                       | x                           |
| 1940年 （昭和15年） | 西序二段13枚目 7–1      | x                       | 東三段目30枚目 7–1      | x                           | x                       | x                           |
| 1941年 （昭和16年） | 東幕下29枚目 7–1        | x                       | 西幕下5枚目 3–5         | x                           | x                       | x                           |
| 1942年 （昭和17年） | 東幕下13枚目 5–3        | x                       | 東幕下筆頭 優勝 7–1     | x                           | x                       | x                           |
| 1943年 （昭和18年） | x                       | x                       | x                       | x                           | x                       | x                           |
| 1944年 （昭和19年） | x                       | x                       | x                       | x                           | x                       | x                           |
| 1945年 （昭和20年） | x                       | x                       | x                       | x                           | x                       | x                           |
| 1946年 （昭和21年） | x                       | x                       | x                       | x                           | x                       | x                           |
| 1947年 （昭和22年） | x                       | x                       | 東十両4枚目 9–1         | x                           | x                       | 東前頭13枚目 8–3            |
| 1948年 （昭和23年） | x                       | x                       | 東前頭7枚目 8–3         | x                           | 東前頭2枚目 5–6 ★       | x                           |
| 1949年 （昭和24年） | 東前頭3枚目 7–6         | x                       | 東前頭3枚目 2–13        | x                           | 東前頭10枚目 10–5       | x                           |
| 1950年 （昭和25年） | 東前頭3枚目 10–5 殊★    | x                       | 東前頭筆頭 10–5 殊      | x                           | 東張出関脇 13–2 殊      | x                           |
| 1951年 （昭和26年） | 東関脇 13–2             | x                       | 西大関 10–5             | x                           | 東大関 9–5 （預1）      | x                           |
| 1952年 （昭和27年） | 西大関 12–3             | x                       | 東大関 10–5             | x                           | 西大関 12–3             | x                           |
| 1953年 （昭和28年） | 西大関 6–3–6            | 西大関 10–5             | 西大関 14–1             | x                           | 東大関 11–4             | x                           |
| 1954年 （昭和29年） | 東大関 15–0             | 西横綱 休場 0–0–15      | 西張出横綱 0–1–14       | x                           | 西張出横綱 11–4         | x                           |
| 1955年 （昭和30年） | 西横綱2 5–2–8           | 東張出横綱 3–2–10       | 西張出横綱 0–2–13       | x                           | 西張出横綱 9–6          | x                           |
| 1956年 （昭和31年） | 東張出横綱 9–6          | 西横綱 11–4             | 東横綱 8–7              | x                           | 東張出横綱 12–3         | x                           |
| 1957年 （昭和32年） | 西横綱 10–5             | 東張出横綱 3–3–9        | 西張出横綱 5–6–4        | x                           | 東張出横綱 9–6          | 西横綱 11–4                 |
| 1958年 （昭和33年） | 西横綱 引退 3–6–0       | x                       | x                       | x                           | x                       | x                           |
| 各欄の数字は、「勝ち-負け-休場」を示す。 優勝 引退 休場 十両 幕下 三賞：敢=敢闘賞、殊=殊勲賞、技=技能賞 その他：★=金星 番付階級：幕内 - 十両 - 幕下 - 三段目 - 序二段 - 序ノ口 幕内序列：横綱 - 大関 - 関脇 - 小結 - 前頭（「#数字」は各位内の序列） |                         |                         |                         |                             |                         |                             |

### 幕内対戦成績
| 力士名   | 勝数  | 負数 | 力士名         | 勝数 | 負数 | 力士名 | 勝数 | 負数 | 力士名   | 勝数 | 負数 |
| -------- | ----- | ---- | -------------- | ---- | ---- | ------ | ---- | ---- | -------- | ---- | ---- |
| 愛知山   | 2     | 1    | 朝汐(米川)     | 12   | 5(1) | 東富士 | 6    | 7※   | 荒岩     | 1    | 1    |
| 安念山   | 5     | 3(1) | 五ツ海         | 1    | 0    | 岩風   | 0    | 1    | 因州山   | 1    | 0    |
| 大内山   | 14(1) | 2    | 大起           | 8    | 0    | 大ノ海 | 1    | 0    | 大昇     | 3    | 1(1) |
| 大晃     | 2     | 0    | 大蛇潟         | 3    | 2    | 海山   | 2    | 1    | 鏡里     | 11   | 10   |
| 神風     | 1     | 4    | 北ノ洋         | 4    | 3    | 清恵波 | 2    | 0    | 九ヶ錦   | 1    | 0    |
| 九州錦   | 3     | 0    | 国登           | 5(1) | 0    | 高津山 | 1    | 1    | 琴ヶ濱   | 9    | 4    |
| 琴錦     | 10    | 0    | 佐賀ノ花       | 6    | 3    | 相模川 | 2    | 0    | 櫻錦     | 3    | 1    |
| 潮錦     | 2     | 0    | 汐ノ海         | 6    | 1    | 信夫山 | 1    | 3    | 嶋錦     | 2    | 0    |
| 清水川   | 7     | 6    | 信州山         | 1    | 1    | 玉乃海 | 7    | 3    | 千代の山 | 8    | 11   |
| 常ノ山   | 1     | 0    | 鶴ヶ嶺         | 4    | 2    | 照國   | 4    | 6*   | 出羽錦   | 19   | 6(2) |
| 出羽湊   | 3     | 0    | 十勝岩         | 1    | 0    | 時津山 | 11   | 5(1) | 時錦     | 2    | 0    |
| 栃錦     | 14    | 9    | 栃光           | 2    | 2    | 名寄岩 | 7    | 1    | 鳴門海   | 3    | 0    |
| 成山     | 3     | 2    | 羽黒山         | 1    | 6    | 羽嶋山 | 11   | 1    | 備州山   | 7(1) | 0    |
| 広瀬川   | 3(1)  | 0    | 二瀬山         | 3    | 2(2) | 双ツ龍 | 4    | 0    | 不動岩   | 2    | 1    |
| 前田山   | 0     | 3    | 前ノ山(醍醐山) | 1    | 0    | 増位山 | 2    | 3    | 松登     | 10   | 5    |
| 陸奥ノ里 | 1     | 0    | 八方山         | 2    | 0    | 力道山 | 4    | 3    | 若潮     | 1    | 0    |
| 若瀬川   | 6     | 2    | 若乃花         | 8    | 10   | 若羽黒 | 3    | 5    | 若葉山   | 6    | 0    |
| 若前田   | 2     | 2    |                |      |      |        |      |      |          |      |      |

- 他に優勝決定戦で照國に1敗がある。

さらに、東富士と1預かりがある。

## 改名歴
- 北糖山 潤之輔（ほくとうざん じゅんのすけ）1938年5月場所-1939年1月場所
- 吉葉山 潤之輔（よしばやま -）1939年5月場所-1958年1月場所

## 年寄変遷
- 吉葉山 潤之輔（よしばやま じゅんのすけ）1958年1月-1959年11月（一代年寄）
- 宮城野 潤之輔（みやぎの -）1960年1月-1977年11月